# Hub (Ottersweier)
Hub ist ein östlich gelegener Ortsteil (Zinken) von Ottersweier. Er liegt südlich von Bühl am Muhrbach. Im Ort befand sich von 1475 bis 1874 ein Heilbad mit Thermalquelle. Auf dem Gelände befindet sich das ehemalige Kreispflegeheim Hub, heute Klinikum Mittelbaden Hub.